# Трихлорид-иодид кремния
Трихлорид-иодид кремния — неорганическое соединение,
хлор- и иодпроизводное моносилана с формулой SiICl3,
бесцветная жидкость,
реагирует с водой.

## Получение
- Длительной нагревание трихлорсилана и иода до 240-250°С.

{\displaystyle {\mathsf {SiHCl_{3}+I_{2}\ {\xrightarrow {240-250^{o}C}}\ SiICl_{3}+HI}}}
Образующуюся смесь HI, SiCl4, SiICl3, SiI2Cl2, SiI3Cl разделяют фракционной перегонкой.
- Пропускание смеси хлорида кремния(IV) и иодоводорода через стеклянную трубку, нагретую до красного каления. Полученную смесь галогенидов разделяют фракционной перегонкой.

## Физические свойства
Трихлорид-иодид кремния образует тяжелую бесцветную жидкость,
легко гидролизуется водой,
медленно распадается при комнатной температуре с выделением иода, свет ускоряет разложение.